# Geremia il profeta
Geremia il profeta (Jeremiah) è un film per la televisione del 1998 diretto da Harry Winer e interpretato da Patrick Dempsey.

## Trama
Nel VII secolo a.C., Geremia è chiamato da Dio a una missione difficile e drammatica. Deve predicare al suo popolo e al suo re, Ioiakim – che hanno perso la strada dell'Alleanza con Dio e si sono adagiati nella ricchezza, nella lussuria, avvicinando falsi idoli – il ritorno alla giustizia e alla fede. Nel corso del suo primo sacrificio rituale le sue parole di rimprovero cadono nel vuoto, anzi diventano la causa della sua persecuzione. Invano Geremia tenta allora di sfuggire alla sua missione abbandonando la sua vita, la casa e la sua città ma in una visione riceve l'ordine di tornare a Gerusalemme per convertirne gli abitanti. Se non vi sarà conversione, tutti i bambini e le madri che li hanno partoriti moriranno. Geremia torna ma viene condannato a morte insieme a Baruc. I Babilonesi, guidati dal re Nabucodonosor, assediano Gerusalemme. Invano. Geremia continua a predicare il ritorno a Dio: solo quella è la via per la libertà. Nel corso di un lungo assedio, più di una volta invita il re a consegnarsi ai Babilonesi. Ma non viene ascoltato. E così l'esercito di Babilonia irrompe mettendo la città a ferro e fuoco, mentre re Sedecia è accecato e fatto schiavo. La città viene distrutta e la Palestina diventa di dominazione babilonese.

## Ascolti
| n° | Prima TV Italia  | Telespettatori | Share  |
| -- | ---------------- | -------------- | ------ |
| 1  | 14 dicembre 1998 | 7 925 000      | 27,61% |